# Spyros Livathīnos
Spyros Livathīnos (in greco: Σπύρος Λιβαθηνός; Patrasso, 8 gennaio 1955) è un allenatore di calcio ed ex calciatore greco di etnia albanese (arvanita), di ruolo centrocampista.

## Palmarès

### Giocatore

#### Competizioni nazionali
- Campionato greco: 3

Panathinaikos: 1976-1977, 1983-1984, 1985-1986
- Coppa di Grecia: 3

Panathinaikos: 1976-1977, 1981-1982, 1983-1984

#### Competizioni internazionali
- Coppa dei Balcani per club: 1

Panathinaikos: 1977